# Кляче
Кляче (словац. Kľače) — село, громада округу Жиліна, Жилінський край, регіон Раєцка котліна. Кадастрова площа громади — 2,07 км².
Населення 419 осіб (станом на 31 грудня 2017 року).

## Історія
Кляче згадується 1511 року.

## Населення
| Рік:            | 1994. | 2004.   | 2014.   | 2024.    |
| --------------- | ----- | ------- | ------- | -------- |
| Кількість осіб: | 365   | 377     | 391     | 438      |
| Різниця:        |       | +3,28 % | +3,71 % | +12,02 % |

| Рік:            | 2023. | 2024.   |
| --------------- | ----- | ------- |
| Кількість осіб: | 425   | 438     |
| Різниця:        |       | +3,05 % |